# Baskin-Robbins
Baskin-Robbins es una franquicia de heladerías que pertenece al grupo Dunkin' Brands. La empresa se fundó en 1953, cuando Burt Baskin e Irvine Robbins fusionaron sus dos negocios de heladerías en la ciudad de Glendale, California. Actualmente, cuenta con más de 5800 locales de venta en más de 30 países.
La franquicia es más conocida por su eslogan 31 sabores, que hace referencia al número de sabores de helado que se pueden encontrar en cada establecimiento, uno por cada día que tiene un mes. Además de helados se comercializan tartas heladas, batidos, sundae, café y tarrinas de helados para llevar.

## Historia
El 20 de mayo de 1948 dos empresarios que eran cuñados, Burt Baskin e Irvinne Robbins, abrieron su primera heladería en la ciudad de Glendale, California. En los siguientes años cada uno abrió sus propias franquicias de heladería por separado, hasta que en 1953 ambos fusionaron sus negocios en una marca común.
Desde un principio, la marca apostó por la publicidad para darse a conocer. La agencia publicitaria Carson-Roberts les aconsejó aumentar su oferta de sabores a 31, por entonces más que los de la competencia, y les recomendó el rosa como color corporativo. Con el tiempo, Burt e Irvinne ampliaron la oferta de productos a tartas heladas y batidos de leche. El negocio continuó en sus manos hasta 1967, cuando vendieron su participación a United Brands Company. Burt falleció a los pocos días de firmar el acuerdo, mientras que Irvinne siguió con vida hasta 2008.
United Brands mantuvo el control sobre la franquicia hasta 1973, cuando la vendió al grupo británico J. Lyons and Co., que en 1994 se renombró como Allied Domecq. El nuevo propietario también controlaba Dunkin' Donuts, e inició una expansión a nivel internacional.
Allied Domecq independizó la gestión de sus restaurantes de comida rápida en la compañía Dunkin' Brands. Domecq la controló hasta el año 2006, cuando fue adquirida por un grupo de firmas de capital riesgo.

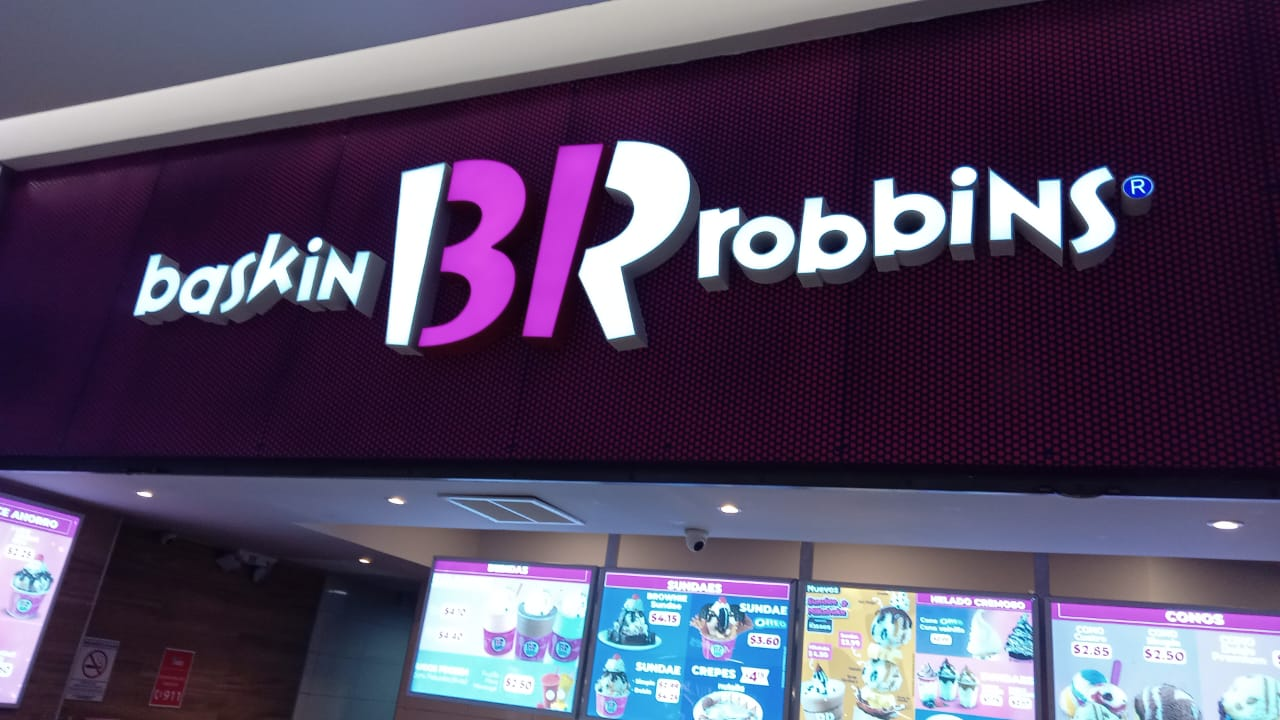
Quito Ecuador 2022 Baskin-Robbins